# Betty Williams
Betty Williams   (Belfast, 22 de maig de 1943 - Belfast, 17 de març de 2020) fou una pacifista nord-irlandesa premiada l'any 1976 amb el Premi Nobel de la Pau, juntament amb Mairead Corrigan, pel seu lideratge pacífic durant el conflicte nord-irlandès.

## Joventut
Nasqué el 22 de maig de 1943 a Belfast, capital d'Irlanda del Nord. Fou batejada dins el catolicisme, però havia nascut en una família amb gran barreja religiosa pel fet de tenir l'avi i l'àvia materns jueu i catòlica respectivament, i el seu pare protestant. El seu avi matern aviat li ensenyà un gran respecte per les religions, explicant-li com ell havia perdut gran part de la seva família durant l'Holocaust.
Amb la incapacitat de la seva mare per un accident cerebrovascular, Williams va agafar les regnes familiars i va haver d'educar la seva germana. Després de cursar estudis primaris en una escola catòlica va treballar en una oficina de recepcionista i el 1961 es casà amb el protestant Ralph Williams.
Fou membre de l'Exèrcit Republicà Irlandès el 1972, però després d'haver observat la mort d'un soldat britànic davant d'ella l'any següent, decidí agenollar-se i pregar per ell davant la resta de veïns catòlics; abandonà el moviment guerriller i apostà per la via pacífica.

## Via pacífica
Saltà a l'arena política quan denuncià la mort de tres nens catòlics el 10 d'agost de 1976 quan foren envestits per un cotxe, conduït pel fugitiu de l'IRA Danny Lennon, a qui havien disparat les autoritats britàniques. La mateixa Williams va ser testimoni dels fets i a partir d'aquell moment va treballar per obtenir 6.000 signatures, en tan sols dos dies, que demanaven una solució pacífica al conflicte armat irlandès. Al costat de Mairead Corrigan, tieta dels nens morts en l'accident del 10 d'agost, va fundar el moviment Dones per la Pau, que posteriorment amb Ciaran McKeown van refundar en el Moviment per la Pau d'Irlanda del Nord.
L'enterrament dels nens tingué l'assistència de més de 10.000 persones, tant catòlics com protestants, i fou interromput per l'IRA, que acusà els assistents de ser partidaris de l'exèrcit britànic. Corrigan i Williams posteriorment aconseguiren congregar més de 35.000 persones en una marxa pacífica per demanar una solució pacífica al conflicte.
Al costat de Ciaran McKeown signaren una declaració de Pau, base principal de l'organització Gent per la Pau:

- Tenim un missatge simple al món d'aquest moviment per a la pau.
- Desitgem viure, estimar i construir a una societat justa i pacífica.
- Desitgem per als nostres nens, com desitgem per a nosaltres mateixos, les nostres vides a casa, al treball, i en el joc ser vides d'alegria i de pau.
- Reconeixem això per a construir una societat que demanda dedicació, treball dur, i valor.
- Reconeixem que hi ha molts problemes en la nostra societat que són una font del conflicte i violència.
- Reconeixem que cada bala encesa i cada bomba que esclata fan aquest treball més difícil.
- Rebutgem l'ús de la bomba i la bala i totes les tècniques de la violència.
- Ens dediquem al treball amb els nostres veïns, prop i lluny, dia endins i dia cap a fora, per edificar una societat pacífica en què les tragèdies que hem conegut són una memòria dolenta i una cura de continuació.

## Premi Nobel de la Pau
El 1976 Betty Williams i Mairead Corrigan foren recompensades amb el Premi Nobel de la Pau per les seves lluites pacífiques en el procés d'Irlanda del Nord mitjançant la fundació del "Moviment per la Pau d'Irlanda del Nord".
Betty Williams en el moment de rebre el Premi Nobel continuava treballant de recepcionista a Belfast, treball que abandonà en divorciar-se el 1982 per traslladar-se als Estats Units. En l'última etapa de la seva vida treballava de professora convidada a les Sam Houston State University i Nova Southeastern University.